# Patrice Fay
Patrice Fay, né le 18 janvier 1952 à Soisy-sous-Montmorency et mort le 16 juin 2020 à La Bernerie-en-Retz, est un comédien, metteur en scène et auteur dramatique français.
Il a fondé le Théâtre du Bilboquet en 1974 avec Patrick Chanot, puis le théâtre de l'Epi d'Or en 1980.
Vingt-quatre de ses textes autobiographiques ont fait l'objet d'un dépôt auprès de l'Association pour l'autobiographie

## Mises en scène
- 1974 : Absurdus Parade d'Alfred Jarry
- 1975 : L'Azote et Le Défunt de René de Obaldia
- 1976 : L'Autre Don Juan d'Eduardo Manet
- 1977 : Mégaphonie de Louis Calaferte, Le Dernier Candidat d'Andrée Chedid
- 1980 : Diabloguement vôtre d'après Roland Dubillard
- 1983 : Hop et puis...Zut d'après Roland Dubillard, Fin de partie de Samuel Beckett
- 1985 :  Histoires de clowns de Patrice Fay, La Grammaire - 29 degrés à l'ombre d'Eugène Labiche
- 1986 : Le Tour du monde en 80 jours d'après Jules Verne
- 1987 : Le Palais du mirage ou l'amoureux de la lune d'après Jacques Prévert
- 1988 : Une journée de petit Tom de Françoise Meunier
- 1989 : Croquez le melon de David Pharao
- 1992 : Martin Eden de Jean-Louis Sarthou
- 1993 : Quelle comédie Monsieur Guitry de Sacha Guitry
- 1994 : Chopin - Sand Une course dans les étoiles de Patrice Fay
- 2000 : Zazie dans le métro de Raymond Queneau
- 2008 : J'ai le cœur plein de feuilles mortes d'après le journal de Jules Renard
- 2012 : Maupassant- portraits brisés adaptation de Patrice Fay